# Areias (Ferreira do Zêzere)
Pour les articles homonymes, voir Areias.
Areias est une ancienne freguesia portugaise située dans le District de Santarém.
Elle fusionne en 2013 avec Pias pour devenir la freguesia Areias e Pias,.